# Grania pacifica
Grania pacifica är en ringmaskart som beskrevs av Shurova 1979. Grania pacifica ingår i släktet Grania och familjen småringmaskar. Inga underarter finns listade i Catalogue of Life.